# Congrés Musulmà de Sri Lanka
El Congrés Musulmà de Sri Lanka o Sri Lanka Muslim Congress és un partit polític de Sri Lanka que defensa els interessos de la comunitat cingalesa de religió musulmana.
El SLMC va ser fundat l'11 de setembre de 1981 a Kattankudy, districte de Batticaloa, per l'advocat de Sri Lanka M.H.M. Ashraff juntament amb altres intel·lectuals musulmans de Sri Lanka. L'objectiu era crear una representació política d'interessos per a la minoria musulmana a Sri Lanka, que es concentra principalment a la província oriental. Marhoom A.L. Ahmed es va convertir en el primer president. El 29 de novembre de 1986, el SLMC es va transformar en partit polític i va obtenir el reconeixement oficial com a partit polític l'11 de febrer de 1988.
La comunitat de cingalesos de religió musulmana es va organitzar el 21 de setembre de 1981 formant el Sri Lanka Muslim Congress, que fou reconegut com a partit l'11 de febrer de 1988, i des de llavors ha participat en totes les eleccions excepte les presidencials, essent la tercera força política a les de 1989 i 1994.
Va entrar al govern de Kamaratunga en el que el seu líder M.H.M. Ashraff va ocupar un ministeri.
La bandera oficial la determina l'article 1, punt 6 dels Estatuts. La inscripció àrab diu "La-ilaha-illallaah Muhammadur-Rassoolullaah". L'emblema és la mitja lluna i estel. L'arbre és el símbol del partit i el que apareix a les paperetes electorals.

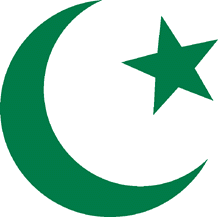
Emblema
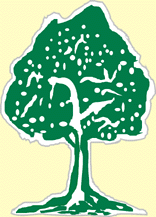
Símbol
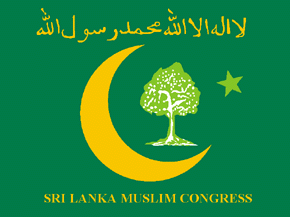
Bandera
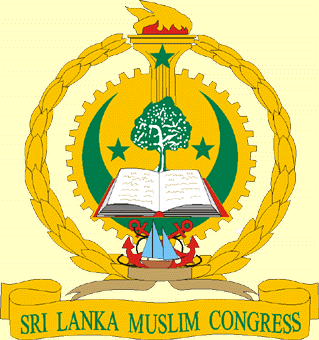
Escut